# Hans H. Zerlett
Hans H. Zerlett, gebürtig Hellmuth Hans Carl Zerlett (* 17. August 1892 in Wiesbaden; † 8. Juli 1949 im Speziallager Nr. 2 Buchenwald), war ein deutscher Filmregisseur, Drehbuchautor und Bühnenautor. Als Textdichter benutzte er das Pseudonym Hans Hannes.

## Leben
Hellmuth Hans Carl Zerlett war der Sohn des Musikdirektors Johann Baptist Zerlett und ein Bruder des Drehbuchautors Walter Zerlett-Olfenius.
Hans H. Zerlett war zunächst als Theaterschauspieler tätig. Im Ersten Weltkrieg war er Soldat, wurde aber wegen einer Erkrankung vorzeitig aus dem Militärdienst entlassen. Nach dem Krieg wechselte er allmählich von der Darstellung über eine Tätigkeit als Dramaturg in das Fach des Autors und schrieb Revuen, Schlagertexte und fürs Kabarett. Sein erstes Filmdrehbuch verkaufte er 1927.
Während der Zeit des Nationalsozialismus war er Regisseur von 25 Filmen. 1934 hatte Zerlett sein Debüt als Filmregisseur mit dem Karl-Valentin-Kurzfilm Im Schallplattenladen. Im gleichen Jahr drehte er die Komödie Da stimmt was nicht mit Viktor de Kowa und Adele Sandrock. Zerletts größte Erfolge waren 1936 das Mediziner-Drama Arzt aus Leidenschaft und 1938 der Revuefilm Es leuchten die Sterne, mit La Jana. Im Mai 1937 wurde er neben Emil Jannings, Willi Forst, Veit Harlan u. a. in den sogenannten Kunstausschuss der Tobis berufen und wenig später als Nachfolger von Friedrich A. Mainz Vorstandsmitglied.
Zerlett beantragte am 15. November 1937 die Aufnahme in die NSDAP und wurde rückwirkend zum 1. Mai desselben Jahres aufgenommen (Mitgliedsnummer 5.377.521). Er war zudem ein Duzfreund des NS-Kulturpolitikers Hans Hinkel. In der Folgezeit drehte Zerlett auch Propagandafilme, so 1939 den antisemitischen Musikfilm Robert und Bertram und den gegen die sogenannte „Entartete Kunst“ gerichteten Film Venus vor Gericht (1941).
Ende der 1930er Jahre pflegte Hans Zerlett freundschaftliche Kontakte zu prominenten Sportlern wie Gustav Jaenecke, Gottfried von Cramm, Rudolf Caracciola, Max Schmeling, dem Schauspieler Hans Albers oder dem Sänger Michael Bohnen, mit denen er sich regelmäßig zu einem Berliner Stammtisch in der Roxy-Sportbar in der Joachimstaler Straße traf. Im Herbst 1938 endeten diese Treffen, nachdem man eine hitzige Debatte über die drohende Kriegsgefahr geführt hatte. Aufgrund einer Denunziation aus dem Freundeskreis hatte die Gestapo davon erfahren und tags darauf die Wirtin der Bar und den Schauspieler Rolf von Goth verhaftet. Kurz vor dem Zweiten Weltkrieg ließ sich der UFA-Regisseur in Bad Saarow bei Berlin nieder und kaufte dort die Villa seines Freundes Max Schmeling. Mit Schmeling und dessen Frau Anny Ondra hatte er 1935 den Spielfilm Knockout – Ein junges Mädchen, ein junger Mann gedreht. 1936 war Zerlett auch Regisseur des Dokumentarfilms Max Schmelings Sieg – Ein deutscher Sieg.
Am 23. Januar 1946 wurde er durch den sowjetischen NKWD in Bad Saarow festgenommen und interniert. Im Speziallager Jamlitz gehörte er zur Kulturagruppe. Eine ähnliche Funktion übte er nach einem Gefangenentransport ab Frühjahr 1947 im sowjetischen Speziallager Mühlberg aus, wo er in der Kultura unter anderem sein Theaterstück Mann im Mond inszenieren konnte. Er starb 1949 nach einem erneuten Transport im Speziallager Buchenwald infolge der Haftbedingungen an Tuberkulose.
Zerletts Sohn ist der Schauspieler Wolfgang Zerlett.

## Bühnenstücke (Auswahl)
- 1921: Meine Frau, das Fräulein
- 1922: Das Liebesverbot
- 1922: Die erste Nacht
- 1924: Meine Braut ... Deine Braut
- 1924: Das Radiomädel
- 1924: Der Skandal mit Molly
- 1926: Die leichte Isabell
- 1926: Die tanzenden Fräuleins
- 1927: Pit Pit

## Filmografie (Auswahl)
- 1927: Die leichte Isabell (Drehbuch)
- 1927: Höhere Töchter (Drehbuch)
- 1928: Die Regimentstochter (Drehbuch)
- 1929: Die Kaviarprinzessin (Drehbuch)
- 1929: Der Mann, der nicht liebt (Drehbuch)
- 1930: Die heiligen drei Brunnen (Drehbuch)
- 1931: Das Konzert (Drehbuch)
- 1931: Die Fledermaus (Drehbuch)
- 1934: Ein Walzer für dich (Drehbuch)
- 1934: Im Schallplattenladen (Kurzfilm)
- 1934: Da stimmt was nicht
- 1935: Die selige Exzellenz
- 1935: Knock out
- 1936: Arzt aus Leidenschaft
- 1936: Moral
- 1936: Diener lassen bitten
- 1936: Max Schmelings Sieg – Ein deutscher Sieg
- 1936: Truxa
- 1937: Liebe geht seltsame Wege
- 1938: Es leuchten die Sterne
- 1938: Revolutionshochzeit
- 1938: Zwei Frauen
- 1939: Robert und Bertram
- 1939: Die goldene Maske
- 1940: Meine Tochter tut das nicht
- 1941: Venus vor Gericht
- 1942: Meine Freundin Josefine
- 1942: Einmal der liebe Herrgott sein
- 1942: Kleine Residenz
- 1943: Reise in die Vergangenheit
- 1943/47: Spuk im Schloß
- 1944: Liebesbriefe
- 1944/48: Im Tempel der Venus